# مكورة دقيقة
المكورة الدقيقة أو المكورة الصغرية أو المُكَيَّرة (باللاتينية: Micrococcus) هو جنس من البكتريا في فصيلة المُكَيَّرات. تتواجد المكيرة في نطاق واسع من البيئات، من ضمنها الماء والغبار والتربة. المكيرة بكتريا إيجابية الغرام، خلاياها كروية قطرها يتراوح ما بين 0,3 إلى 3 ميكرومتر وتظهر غالباً في رباعيات. يوجد لدى المكيرة جدار خلوي سميك قد يمثل حوالي 50% من كتلة الخلية. جينوم المكيرة غني بالجوانين والسيتوزين. عادة ما تحمل المكيرة بلازميدات.